# Hrvatska Radiotelevizija
Hrvatska Radiotelevizija (Kroatiska Radiotelevisionen), förkortat HRT, är ett kroatiskt public service-företag som sköter Kroatiens TV- och radioutsändningar. Hrvatska Radiotelevizija är baserat i Zagreb och omsätter årligen 1,4 miljarder HRK (cirka 1,6 miljarder SEK (2011). 2011 finansierades företagets verksamhet till 80% från TV-licenser och resten genom reklam.

## TV-kanaler
Företaget sänder fyra TV-kanaler i marknätet samt en kanal via satellit: HRT 1, HRT 2, HRT 3 och HRT 4 i marknätet och Slika Hrvatske via satellit. 
- HRT 1 eller "Prvi program" (Första kanalen) sänder nyheter, dokumentärer, program med religiös anknytning, serier och filmer.
- HRT 2 eller "Drugi program" (Andra kanalen) sänder sport-, musik-, underhållnings- och utbildningsprogram, serier och filmer.
- HRT 3 eller "Treći program" (Tredje kanalen) sänder kulturella, konstnärliga och vetenskapliga program.
- HRT 4 eller "Četvrti program" (Fjärde kanalen) sänder informativa program.
- Slika Hrvatske är en satellitsänd kanal som främst riktar sig till utlandsboende kroater.

## Populära program (urval)
- Dnevnik, det mest sedda nyhetsprogrammet, HRT 1
- Tko želi biti milijunaš?, den kroatiska versionen av frågetävlingen Vem vill bli miljonär?, HRT 1
- Najslabija karika, den kroatiska versionen av frågetävlingen The weakest link, HRT 1